# Gran Premio de Italia de Motociclismo de 2025
El Gran Premio de Italia de Motociclismo de 2025 (oficialmente Brembo Grand Prix of Italy) fue la novena prueba del Campeonato del Mundo de Motociclismo de 2025. Tuvo lugar el fin de semana del 20 al 22 de junio de 2025 en el Autódromo Internacional del Mugello, situado en Scarperia e San Piero, Toscana (Italia).
La carrera al sprint de MotoGP fue ganada por Marc Márquez, seguido de Álex Márquez y Francesco Bagnaia.
La carrera de MotoGP fue ganada por Marc Márquez, seguido de Álex Márquez y Fabio Di Giannantonio. Manuel González fue el ganador de la prueba de Moto2, por delante de Albert Arenas y Arón Canet. La carrera de Moto3 fue ganada por Máximo Quiles, Álvaro Carpe fue segundo y Dennis Foggia tercero.

## Resultados

### Resultados MotoGP

#### Carrera al sprint
| Pos.    | N.º | Piloto                | Equipo                            | Constructor | Vueltas | Tiempo    | Parrilla | Puntos |
| ------- | --- | --------------------- | --------------------------------- | ----------- | ------- | --------- | -------- | ------ |
| 1       | 93  | Marc Márquez          | Ducati Lenovo Team                | Ducati      | 11      | 19:31.416 | 1        | 12     |
| 2       | 73  | Álex Márquez          | BK8 Gresini Racing MotoGP         | Ducati      | 11      | +1.441    | 3        | 9      |
| 3       | 63  | Francesco Bagnaia     | Ducati Lenovo Team                | Ducati      | 11      | +2.561    | 2        | 7      |
| 4       | 12  | Maverick Viñales      | Red Bull KTM Tech3                | KTM         | 11      | +3.099    | 5        | 6      |
| 5       | 49  | Fabio Di Giannantonio | Pertamina Enduro VR46 Racing Team | Ducati      | 11      | +4.139    | 7        | 5      |
| 6       | 72  | Marco Bezzecchi       | Aprilia Racing                    | Aprilia     | 11      | +6.391    | 10       | 4      |
| 7       | 21  | Franco Morbidelli     | Pertamina VR46 Racing Team        | Ducati      | 11      | +7.631    | 6        | 3      |
| 8       | 25  | Raúl Fernández        | Trackhouse Racing MotoGP          | Aprilia     | 11      | +8.926    | 11       | 2      |
| 9       | 54  | Fermín Aldeguer       | BK8 Gresini Racing MotoGP         | Ducati      | 11      | +10.361   | 12       | 1      |
| 10      | 20  | Fabio Quartararo      | Monster Energy Yamaha MotoGP      | Yamaha      | 11      | +11.096   | 4        |        |
| 11      | 23  | Enea Bastianini       | Red Bull KTM Tech3                | KTM         | 11      | +11.870   | 16       |        |
| 12      | 79  | Ai Ogura              | Trackhouse Racing MotoGP          | Aprilia     | 11      | +12.930   | 21       |        |
| 13      | 88  | Miguel Oliveira       | Prima Pramac Yamaha               | Yamaha      | 11      | +13.916   | 17       |        |
| 14      | 36  | Joan Mir              | Honda HRC Castrol                 | Honda       | 11      | +15.460   | 18       |        |
| 15      | 30  | Takaaki Nakagami      | Honda HRC Castrol                 | Honda       | 11      | +17.038   | 19       |        |
| 16      | 43  | Jack Miller           | Prima Pramac Yamaha               | Yamaha      | 11      | +20.031   | 13       |        |
| 17      | 32  | Lorenzo Savadori      | Aprilia Racing                    | Aprilia     | 11      | +20.729   | 20       |        |
| 18      | 42  | Álex Rins             | Monster Energy Yamaha MotoGP      | Yamaha      | 11      | +24.661   | 9        |        |
| 19      | 35  | Somkiat Chantra       | LCR Honda Idemitsu                | Honda       | 11      | +31.539   | 22       |        |
| Ret     | 37  | Pedro Acosta          | Red Bull KTM Factory Racing       | KTM         | 0       | Caída     | 8        |        |
| Ret     | 5   | Johann Zarco          | LCR Honda Castrol                 | Honda       | 0       | Caída     | 14       |        |
| Ret     | 33  | Brad Binder           | Red Bull KTM Factory Racing       | KTM         | 0       | Caída     | 15       |        |
| Fuente: |     |                       |                                   |             |         |           |          |        |

#### Carrera larga
| Pos.    | N.º | Piloto                | Equipo                            | Constructor | Vueltas | Tiempo             | Parrilla | Puntos |
| ------- | --- | --------------------- | --------------------------------- | ----------- | ------- | ------------------ | -------- | ------ |
| 1       | 93  | Marc Márquez          | Ducati Lenovo Team                | Ducati      | 23      | 41:09.214          | 1        | 25     |
| 2       | 73  | Álex Márquez          | BK8 Gresini Racing MotoGP         | Ducati      | 23      | +1.942             | 3        | 20     |
| 3       | 49  | Fabio Di Giannantonio | Pertamina Enduro VR46 Racing Team | Ducati      | 23      | +2.136             | 7        | 16     |
| 4       | 63  | Francesco Bagnaia     | Ducati Lenovo Team                | Ducati      | 23      | +5.081             | 2        | 13     |
| 5       | 72  | Marco Bezzecchi       | Aprilia Racing                    | Aprilia     | 23      | +9.329             | 10       | 11     |
| 6       | 21  | Franco Morbidelli     | Pertamina VR46 Racing Team        | Ducati      | 23      | +16.866            | 6        | 10     |
| 7       | 25  | Raúl Fernández        | Trackhouse Racing MotoGP          | Aprilia     | 23      | +18.526            | 11       | 9      |
| 8       | 37  | Pedro Acosta          | Red Bull KTM Factory Racing       | KTM         | 23      | +19.349            | 8        | 8      |
| 9       | 33  | Brad Binder           | Red Bull KTM Factory Racing       | KTM         | 23      | +19.377            | 15       | 7      |
| 10      | 79  | Ai Ogura              | Trackhouse Racing MotoGP          | Aprilia     | 23      | +21.943            | 21       | 6      |
| 11      | 36  | Joan Mir              | Honda HRC Castrol                 | Honda       | 23      | +22.877            | 18       | 5      |
| 12      | 54  | Fermín Aldeguer       | BK8 Gresini Racing MotoGP         | Ducati      | 23      | +25.578            | 12       | 4      |
| 13      | 88  | Miguel Oliveira       | Prima Pramac Yamaha               | Yamaha      | 23      | +26.123            | 17       | 3      |
| 14      | 20  | Fabio Quartararo      | Monster Energy Yamaha MotoGP      | Yamaha      | 23      | +26.130            | 4        | 2      |
| 15      | 42  | Álex Rins             | Monster Energy Yamaha MotoGP      | Yamaha      | 23      | +28.155            | 9        | 1      |
| 16      | 30  | Takaaki Nakagami      | Honda HRC Castrol                 | Honda       | 23      | +33.110            | 19       |        |
| 17      | 32  | Lorenzo Savadori      | Aprilia Racing                    | Aprilia     | 23      | +40.900            | 20       |        |
| 18      | 35  | Somkiat Chantra       | LCR Honda Idemitsu                | Honda       | 23      | +1:10.075          | 22       |        |
| Ret     | 43  | Jack Miller           | Prima Pramac Yamaha               | Yamaha      | 9       | Problemas técnicos | 13       |        |
| Ret     | 12  | Maverick Viñales      | Red Bull KTM Tech3                | KTM         | 8       | Caída              | 5        |        |
| Ret     | 5   | Johann Zarco          | LCR Honda Castrol                 | Honda       | 3       | Caída              | 14       |        |
| Ret     | 23  | Enea Bastianini       | Red Bull KTM Tech3                | KTM         | 0       | Caída              | 16       |        |
| Fuente: |     |                       |                                   |             |         |                    |          |        |

### Resultados Moto2
| Pos.    | N.º | Piloto                  | Constructor | Vueltas | Tiempo             | Parrilla | Puntos |
| ------- | --- | ----------------------- | ----------- | ------- | ------------------ | -------- | ------ |
| 1       | 18  | Manuel González         | Kalex       | 19      | 35:34.695          | 8        | 25     |
| 2       | 75  | Albert Arenas           | Kalex       | 19      | +1.409             | 3        | 20     |
| 3       | 44  | Arón Canet              | Kalex       | 19      | +3.648             | 2        | 16     |
| 4       | 10  | Diogo Moreira           | Kalex       | 19      | +3.745             | 1        | 13     |
| 5       | 13  | Celestino Vietti        | Boscoscuro  | 19      | +3.813             | 6        | 11     |
| 6       | 53  | Deniz Öncü              | Kalex       | 19      | +5.091             | 5        | 10     |
| 7       | 28  | Izan Guevara            | Boscoscuro  | 19      | +5.683             | 13       | 9      |
| 8       | 80  | David Alonso            | Kalex       | 19      | +5.924             | 11       | 8      |
| 9       | 16  | Joe Roberts             | Kalex       | 19      | +9.167             | 18       | 7      |
| 10      | 24  | Marcos Ramírez          | Kalex       | 19      | +9.247             | 4        | 6      |
| 11      | 7   | Barry Baltus            | Kalex       | 19      | +9.952             | 7        | 5      |
| 12      | 12  | Filip Salač             | Boscoscuro  | 19      | +10.949            | 16       | 4      |
| 13      | 81  | Senna Agius             | Kalex       | 19      | +11.099            | 17       | 3      |
| 14      | 21  | Alonso López            | Boscoscuro  | 19      | +11.863            | 12       | 2      |
| 15      | 27  | Daniel Holgado          | Kalex       | 19      | +11.967            | 9        | 1      |
| 16      | 4   | Iván Ortolá             | Boscoscuro  | 19      | +14.693            | 19       |        |
| 17      | 96  | Jake Dixon              | Boscoscuro  | 19      | +14.739            | 14       |        |
| 18      | 14  | Tony Arbolino           | Boscoscuro  | 19      | +15.321            | 10       |        |
| 19      | 71  | Ayumu Sasaki            | Kalex       | 19      | +15.445            | 15       |        |
| 20      | 95  | Collin Veijer           | Kalex       | 19      | +16.830            | 22       |        |
| 21      | 15  | Darryn Binder           | Kalex       | 19      | +17.312            | 21       |        |
| 22      | 99  | Adrián Huertas          | Kalex       | 19      | +18.289            | 20       |        |
| 23      | 92  | Yuki Kunii              | Kalex       | 19      | +27.751            | 23       |        |
| 24      | 11  | Álex Escrig             | Forward     | 19      | +36.242            | 25       |        |
| 25      | 41  | Nakarin Atiratphuvapat  | Kalex       | 19      | +38.805            | 28       |        |
| 26      | 61  | Eric Fernández          | Boscoscuro  | 19      | +44.883            | 26       |        |
| Ret     | 84  | Zonta van den Goorbergh | Kalex       | 14      | Problemas técnicos | 27       |        |
| Ret     | 9   | Jorge Navarro           | Forward     | 8       | Caída              | 24       |        |
| 1.      |     |                         |             |         |                    |          |        |
| Fuente: |     |                         |             |         |                    |          |        |

### Resultados Moto3
| Pos.    | N.º | Piloto             | Constructor | Vueltas | Tiempo    | Parrilla | Puntos |
| ------- | --- | ------------------ | ----------- | ------- | --------- | -------- | ------ |
| 1       | 28  | Máximo Quiles      | KTM         | 17      | 33:17.697 | 7        | 25     |
| 2       | 83  | Álvaro Carpe       | KTM         | 17      | +0.006    | 1        | 20     |
| 3       | 71  | Dennis Foggia      | KTM         | 17      | +0.066    | 14       | 16     |
| 4       | 99  | José Antonio Rueda | KTM         | 17      | +0.102    | 2        | 13     |
| 5       | 64  | David Muñoz        | KTM         | 17      | +0.212    | 6        | 11     |
| 6       | 72  | Taiyo Furusato     | Honda       | 17      | +0.312    | 10       | 10     |
| 7       | 36  | Ángel Piqueras     | KTM         | 17      | +0.426    | 4        | 9      |
| 8       | 73  | Valentín Perrone   | KTM         | 17      | +0.448    | 26       | 8      |
| 9       | 66  | Joel Kelso         | KTM         | 17      | +0.550    | 8        | 7      |
| 10      | 6   | Ryusei Yamanaka    | KTM         | 17      | +1.242    | 15       | 6      |
| 11      | 10  | Nicola Carraro     | Honda       | 17      | +2.986    | 11       | 5      |
| 12      | 19  | Scott Ogden        | KTM         | 17      | +8.048    | 3        | 4      |
| 13      | 12  | Jacob Roulstone    | KTM         | 17      | +10.469   | 5        | 3      |
| 14      | 82  | Stefano Nepa       | Honda       | 17      | +10.504   | 19       | 2      |
| 15      | 14  | Cormac Buchanan    | KTM         | 17      | +10.811   | 22       | 1      |
| 16      | 89  | Marcos Uriarte     | KTM         | 17      | +10.818   | 23       |        |
| 17      | 5   | Tatchakorn Buasri  | Honda       | 17      | +11.350   | 24       |        |
| 18      | 8   | Eddie O’Shea       | Honda       | 17      | +16.127   | 21       |        |
| 19      | 55  | Noah Dettwiler     | KTM         | 17      | +16.482   | 25       |        |
| Ret     | 94  | Guido Pini         | KTM         | 10      | Caída     | 20       |        |
| Ret     | 58  | Luca Lunetta       | Honda       | 8       | Caída     | 13       |        |
| Ret     | 31  | Adrián Fernández   | Honda       | 8       | Caída     | 12       |        |
| Ret     | 22  | David Almansa      | Honda       | 2       | Caída     | 9        |        |
| Ret     | 54  | Riccardo Rossi     | Honda       | 1       | Caída     | 17       |        |
| Ret     | 21  | Ruché Moodley      | KTM         | 1       | Caída     | 18       |        |
| Ret     | 32  | Vicente Pérez      | Honda       | 1       | Caída     | 16       |        |
| 1. 2.   |     |                    |             |         |           |          |        |
| Fuente: |     |                    |             |         |           |          |        |